# Achlyphila disticha
Achlyphila disticha là một loài thực vật hạt kín trong họ Hoàng đầu. Loài này được Maguire & Wurdack mô tả khoa học đầu tiên năm 1960.